# عدنان العلي
عدنان محمد العلي المدير التنفيذي لنادي الدحيل القطري لكرة القدم ، ولاعب سابق في منتخب قطر لكرة اليد، كما سبق له المشاركة في عدة بطولات عالمية في كرة اليد مع منتخب قطر الأول، ولعب عدنان العلي مع نادي الأهلي القطري بكرة اليد.

## حياته
ولد عدنان العلي في قطر عام ( 1982 ) ، ومثل منتخب قطر لكرة اليد في العديد من المناسبات القارية والعالمية مثل بطولة آسيا وكأس العالم، ونشأ عدنان العلي في النادي الاهلي الذي انضم إليه في فئة الاشبال عام 1997 وتدرج في الفئات العمرية إلى أن وصل إلى الفريق الأول وأحرز العديد من الألقاب محلياً وخارجياً.

## الإنجازات
المركز الأول - كأس الخليج 2001 مسقط
المركز الثاني - كرة اليد في دورة الألعاب الآسيوية 2006

## المشاركات
كأس العالم للشباب 2001 سويسرا
بطولة آسيا للشباب 2002 تايلند
كأس العالم للشباب 2003 البرازيل
كأس العالم 2005 تونس 
كأس العالم 2007 ألمانيا 
بطولة آسيا للرجال 2008 لبنان